# Buenos Aires (Metro de Lima y Callao)
Buenos Aires es la segunda estación actualmente en construcción de la Línea 2 del Metro de Lima en Perú. Será construida de manera subterránea en los distritos del Callao y Bellavista. Se tiene previsto su inauguración general en 2028.
En agosto de 2021 se informó que iniciaron los trabajos para la construcción de la estación Buenos Aires de la Línea 2 del Metro de Lima y Callao por lo que se inició el levantamiento del cerco perimétrico el tramo entre la avenida Guardia Chalaca hasta el jirón Tarapacá.
En febrero de 2023 se informó que la tuneladora ‘Micaela’ llegó a la estación Buenos Aires.
En abril de 2024, se informó que las obras civiles de la estación tiene un avance de 74%. En septiembre de 2024, se informó que tiene un avance en obras civiles de 99% 
Estará ubicada en la intersección de la avenida Óscar R. Benavides con la avenida Guardia Chalaca.